# Helene Serfecz
Helene Serfecz, geb. Wrießnegger, (* 16. April 1886 in Klagenfurt; † 13. September 1943 in Graz) war eine österreichische sozialdemokratische Widerstandskämpferin und Opfer des Naziregimes.

## Leben
Helene Serfecz stammte aus einer Klagenfurter sozialdemokratischen Familie. Sie gehörte seit 1919 der Sozialdemokratischen Partei Österreichs (SPÖ) an und arbeitete in deren Frauenkomitee mit. Nach den Februarkämpfen 1934 unterstützte sie die Tätigkeit der „Roten Hilfe“. Nach dem Anschluss des Landes an Nazideutschland wurde sie zusammen mit ihrem Sohn Josef in der „Roten Gewerkschaft“ im Umfeld von Lorenz Poketz aktiv. Im August 1942 von der Gestapo verhaftet, verurteilte sie der Volksgerichtshof am 30. Juni 1943 in Graz zum Tode. Am 13. September 1943 wurde sie im Landgericht Graz hingerichtet.

## Erinnerung
- Vor ihrem Wohnhaus in der Weißeneggergasse 11 in Graz ist Helene ein Stolperstein gewidmet.[4]
- Auf der Gedenktafel im Hinrichtungsraum des Grazer Landgerichts wird an sie erinnert.
- Am 14. April 2001 wurde auf Beschluss des Grazer Gemeinderates der bisherige Heinrich-Lersch-Platz im Stadtteil Eggenberg – benannt nach dem nazistischen Dichter Heinrich Lersch – im Helene-Serfecz-Platz umbenannt.[5]